# Лев II (карликовая галактика)
Лев II (или Лев B; международные обозначения: Leo II, Leo B) — карликовая сфероидальная галактика на расстоянии около 820 000 световых лет от Земли в созвездии Льва. Она является одной из галактик-спутников Млечного Пути. Лев II имеет ядро радиусом 178 ± 13 пк и приливной радиус 632 ± 32 пк Галактика была обнаружена в 1950 году Робертом Дж. Харрингтоном и Албертом Уилсоном в Маунт-Вилсоне и Паломарской обсерватории в Калифорнии.

## Последние данные
В 2007 году команда из 15 ученых наблюдала Лев II через 8,2-метровый инфракрасный оптический телескоп Субару в обсерватории Мауна-Кеа, Гавайи. В течение 2 ночей за 90 минут экспозиции были обнаружены 82 252 звезды с видимой звёздной величиной от 26m. Лев II состоит в основном из бедных металлом старых звёзд.
Из наблюдений на ESO масса Льва II оценена в (2,7 ± 0,5)×107 M⊙.
Лев II классифицирован как классическая карликовая галактика, в отличие от ряда других спутников Млечного Пути — ультра-тусклых карликов. Обнаружено, что Лев II лежит на одном большом круге с четырьмя другими спутниками Млечного Пути: ультра-тусклыми карликовыми галактиками Чаша 2, Лев IV и Лев V и пекулярным шаровым скоплением Чаша (Laevens 1). Полюс этого большого круга (α; δ) = (83,2°; −11,8°) близок к полюсу большого круга, по которому направлен Магелланов Поток. Зависимость гелиоцентрических расстояний и радиальных скоростей от склонения также поддерживает гипотезу, что эти пять объектов (группа Чаша-Лев) находятся на одной орбите и связаны общим происхождением.